# Con moto
Con moto is een Italiaanse muziekterm die aangeeft dat een passage in een muziekstuk bewegelijk uitgevoerd moet worden, dit in tegenstelling tot een zeer statische uitvoering. Deze aanduiding wordt gebruikt in combinatie met een tempo-aanduiding, waardoor aanduidingen als Andante con moto of Allegro con moto ontstaan. Deze aanduiding heeft onder andere tot gevolg dat men veel invulling kan geven aan de frasering van een stuk.

## Andere toevoegingen aan een tempo-aanduiding
- molto, assai (zeer)
- vivace, con brio, vivo (levendig)
- mosso (levendig, bewogen)
- un poco, (een beetje)
- poco a poco (beetje bij beetje, langzamerhand)
- moderato (gematigd)
- meno (minder)
- più (meer)
- quasi (bijna, ongeveer)
- troppo (te veel)
- allegro assai (zeer snel)